# Ficinia deusta
Ficinia deusta là loài thực vật có hoa trong họ Cói. Loài này được (P.J.Bergius) Levyns mô tả khoa học đầu tiên năm 1947.